# 音
音（おと、英: sound）は、物が動き、こすれ、また、ぶつかって出る空気の震え（＝疎密波）が耳に届いて聞こえるものである。音響（おんきょう）とも呼ばれる。

## 概説
音は、辞典・辞書類には次のように解説されている。
- 物の響きや人や鳥獣の声[3]
- （物体の振動が空気などの振動（音波）として伝わって起す）聴覚の内容[3][4]
- またはそのもととなる音波[3][4]。

心理学的には聴覚的感覚を「音」と呼ぶため周波数が人間の可聴域にあるもののみを指す。物理学的には音波そのものを音と呼び超音波や低周波音も含める（#聴覚の内容、#物理学における音：音波の節をそれぞれ参照）。
音は、音楽的には楽音と噪音にわけられ、
また、主観的に望ましくない音を騒音という。（#聴覚の内容の節を参照）。

## 聴覚の内容
音は「聴覚の内容」、聴覚によって知覚される内容（感覚の内容）である。

### 音の知覚的属性
音の知覚的属性として、音の大きさ（ラウドネス）、音の高さ（ピッチ）、音色があり、これらにより「音の3属性」が構成される。

### 音の分類
百科事典では、音は以下に分けることができると説明する。
1. 楽器の音のように規則正しくて一定の周期で続く音
2. 不規則な振動、あるいは互いに無関係な周期の振動が同時に起こっている音

上記1.の音は、一定の周期で続くという性質から、音の高さ（ピッチ）を認識できる音であり、これを楽音という。2.の音はそれ以外の音であり、これを雑音、英語ではノイズ（英: noise）という。ただし、後述のとおり「雑音」も「ノイズ」も、上記の2.のみを指す言葉ではない。

#### 音楽における音
楽音（がくおん、英: pitched tone、musical tone）は、
音の高さ（ピッチ）がはっきり認識できる音を指す。
例えば人の歌声や、ピアノ・ヴァイオリン・ギターなどの楽器類の音は楽音である。
「楽音」の語については、音楽に用いられなくても、一定の音の高さ（ピッチ）を感じられる音に対して用いられる。
この楽音について、音の「強さ」「高さ」「音色」が聞き分けられるとし、「楽音の三要素」と呼ばれている。また、音の「長さ」「強さ」「高さ」の3つを「楽音の三要素」とする例もある。
音楽においては、前述の「楽音」に該当しないものの、音楽を構成する音を非楽音（英: unpitched sound）といい、噪音（そうおん）とも呼ぶ。噪音は、
楽音ではない音を指すが、（後述の）騒音のことを指すこともある。
また、「楽音」については、「非楽音」「噪音」を含む、音楽に使われる音全般を指して使われることもある。シンバルなど明瞭な音高を持たない打楽器の音は噪音（非楽音）であるとともに、この意味においては楽音でもある。

#### ノイズ
音についての英語のノイズ（英: noise）にあたる日本語としては「雑音」や「騒音」があり、英語の「ノイズ」は一括りにこれら両方の意味で使われるが、日本語においては使い分けられる。
雑音（ざつおん、英: noise）は、音響学においては、振幅や周波数が不規則に変動する音である。
例えば、風の音・波の音は雑音である。電車の走行音・物の壊れる音などの不快な音は雑音でもあり騒音（後述）でもある。
また、電気回路における不要な信号など有意な情報を含まず必要な信号を取り出す邪魔になる成分（いわゆる「ノイズ」）を、自然科学や工学の分野などで音以外でも「雑音」と呼ぶこともある。
騒音（そうおん、英: noise、unwanted (undesired) sound）については、
主観的に望ましくない音であり、楽音であっても聞き手が不快あるいは邪魔だと感じる音は騒音と呼ばれる。騒音は、機械類・装置類（例えば、新幹線やジェット機）によって社会問題になっている。人にひどく不快な体験をさせ、体調を崩す人、健康を害す人すらも出てくるからである。

### 音響心理
人間の聴覚の特性は音響心理とよばれ、音響心理学などで研究されている。MP3などの音声データ圧縮技術に利用されている。例えば、たとえ可聴域の空気振動であっても、特定の周波数の音圧が強いと、その直近の周波数帯で音圧が小さな振動は感じられない、つまり人にとってはその音（感覚の内容）は実際上存在していない、などといったことが起きているのであり、それを利用してその帯域のデータの記録を省略するなどということが行われているのである。

### 可聴範囲
人間が知覚できる音の周波数（可聴周波数）は20 Hz から 20 kHz (=20,000 Hz) までである。ただしこれは年齢・性別・過去に受けた聴覚障害などによってばらつきがある。大多数の人は10代には既に 20,000 Hz を知覚できず、年齢が上がるにしたがって高い周波数を聴く能力が衰える。人間の会話のほとんどは 200 - 8,000 Hz の間で行われ、人間の耳は 1,000 - 3,500 Hz で最も感度が高い。聴覚の限界より周波数が高い音は超音波、低い音は低周波音と呼ばれる。したがって、いくら空気が振動していても、各人にとっては、聞こえない周波数帯については音（聴覚の内容）は存在していない。
#音圧および#音圧レベルの節で後述するとおり、音の大きさはその圧力（音圧）または常用対数を用いたデシベル値で表される。
人間が聴くことのできる最も小さな音（最小可聴値）はおよそ 20 µPa （音圧レベル 0 dB re 20 µPa）である。音圧レベルが 85 dB を越える音を長期間聴きつづけると、耳鳴りや難聴などの聴覚障害を引き起こすことがある。130 dB では人間の聴覚が安全に耐えうる限界を越え、重篤な痛みや永続的障害の原因となりうる。

### 音の知覚メカニズム

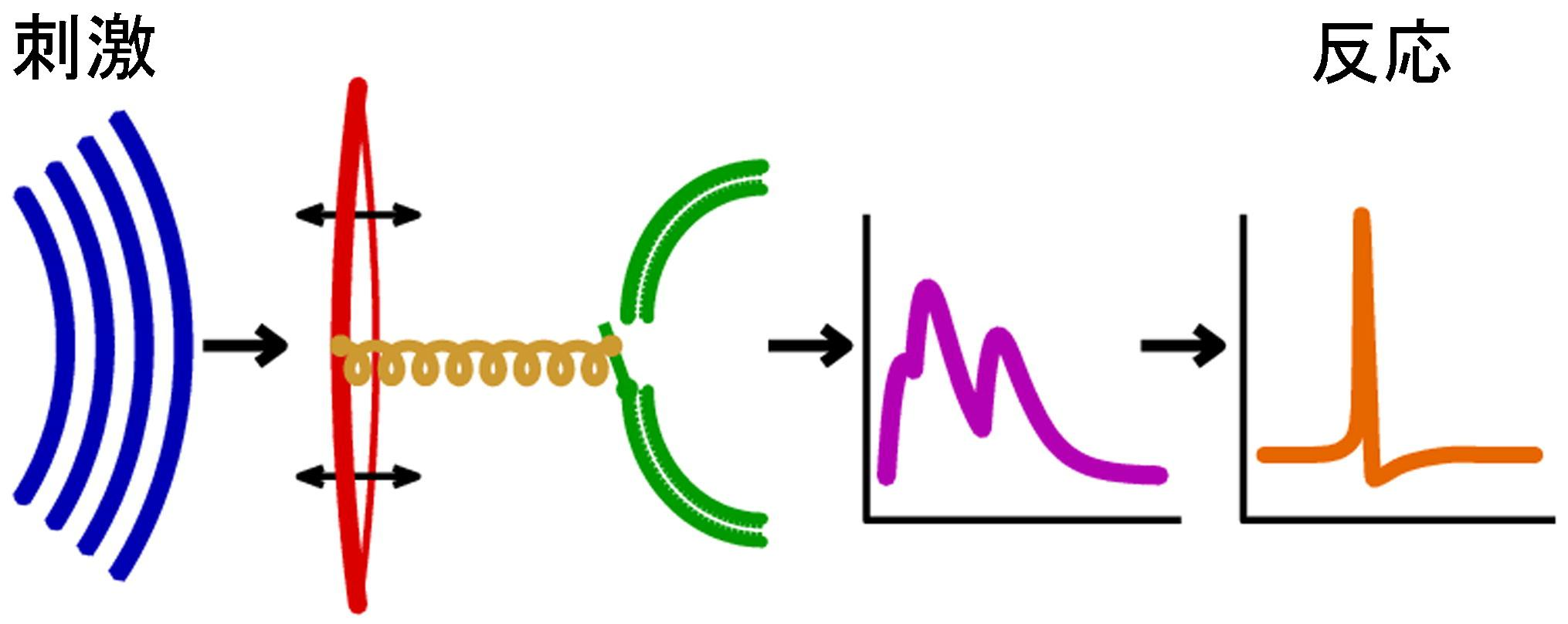
耳経路で感じられる場合の、音波が神経細胞の発火に変換されるまで
(青：音波、 赤：鼓膜、 黄：蝸牛、 緑：有毛細胞、 紫：周波数スペクトル、 オレンジ：神経細胞の発火)。
注 - この図は皮膚から感じられる音については説明していない。

人間や多くの動物は音を聴くのに耳を使い、聴覚器官の聴覚細胞が音によって刺激されることにより音を感じる。ただし、低い周波数の大きな音は体の他の部分を通じて触覚により振動として知覚される。

## 物理学における音：音波
物理学においては、音とは物体を通して縦波として伝わる力学的エネルギーの変動のことであり、波動としての特徴（周波数・波長・周期・振幅・速度など）を持つ音波として表せる。
音波を伝える物質は媒質と呼ばれる。音波は圧力変動の波動として伝わり、ある点での密度の変動を引き起こす。媒質中の粒子はこの波によって位置を変え、振動する。音について研究する物理学の分野は音響学と呼ばれる。
媒質が流体（気体または液体）の場合はずれ応力を保持できないため縦波しか伝播できないが、固体中では縦波・横波・曲げ波・ねじり波などとして伝播できる。それら縦波以外の波も広義の音波に含む場合がある。

### 音速
音波を伝える速さは物質によって異なり、しばしば物質の基本的な特性として示される。一般的に、音速は媒質の弾性率と密度との比の平方根に比例する。これらの物理特性と音速とは周囲の状況によって変化する。例えば、大気などの気体中の音速は温度に依存する。大気中の音速はおよそ 344 m/s であり、水中では 1500 m/s、鋼鉄の棒では 5000 m/s である。音速は振幅（音の大きさ）にも僅かに依存する。これは倍音の弱い成分や音色の混合など、非線型の伝達効果のためである（en:parametric arrayを参照のこと）。

### 音圧
音圧は、音波によって引き起こされる周囲からの圧力のずれである。空気中ではマイクロフォンによって、水中ではハイドロフォンによって測定される。国際単位系において、音圧の単位はパスカル (記号: Pa) である。瞬間音圧は、ある点でのある瞬間の音圧である。実効音圧は、ある時間内で瞬間音圧の二乗平均の平方根（RMS）をとったものである。音を波として記述したとき、音圧と対になる変数は粒子速度である。 振幅が小さいとき、音圧と粒子速度は線形の関係にあり、両者の比が比音響インピーダンスである。音響インピーダンスは波の特徴と媒質の両方に依存する。
ある瞬間の局所的な音の強さ（音響インテンシティ）は音圧と粒子速度の積であるため、ベクトル量である。

### 音圧レベル
人間は非常に幅広い強度の音を感知できるため、音圧は常用対数を用いたデシベルで表されることが多い。
音圧レベル (sound pressure level, SPL) は Lp と記され、以下のように定義される。
{\displaystyle L_{\mathrm {p} }=10\,\log _{10}\left({\frac {{p}^{2}}{{p_{0}}^{2}}}\right)=20\,\log _{10}\left({\frac {p}{p_{0}}}\right){\mbox{ dB}}}
ここで p は音圧のRMS、p0 は基準となる音圧である（音圧レベルを示す際には、用いた基準音圧 (re) も表記することが重要である）。
一般的な基準音圧としては、ANSI S1.1-1994 では、 大気中で 20 µPa、水中で 1 µPa と定められている。
人間の耳は全ての周波数に対して感度が一定ではないので、音圧レベルは人間の感覚に合うように周波数で重み付けされる事が多い。国際電気標準会議 (IEC) はいくつかの重み付けの方法を定義している。「A特性周波数重み付け」は雑音に対する感度に一致し、それによって重み付けされた音圧レベルは dBA と表記される。「C特性周波数重み付け」はピークレベルを測定するのに用いられる。

#### 音圧および音圧レベルの例
| 音源                                | 音圧            | 音圧レベル   |
|                                     | pascal          | dB re 20 µPa |
| ----------------------------------- | --------------- | ------------ |
| 痛覚の閾値                          | 100             | 134          |
| 短期間で聴覚障害を起こす強度        | 20              | およそ 120   |
| ジェット機（距離100m）              | 6 - 200         | 110 - 140    |
| 空気動力ドリル（距離1m） / ディスコ | 2               | およそ 100   |
| 長期的には聴覚障害を起こす強度      | 0.6             | およそ 90    |
| 主要な道路（距離10m）               | 0.2 - 0.6       | 80 - 90      |
| 旅客鉄道（距離10m）                 | 0.02 - 0.2      | 60 - 80      |
| 一般家庭でのテレビ（距離1m）        | 0.02            | 平均 60      |
| 通常の会話（距離1m）                | 0.002 - 0.02    | 40 - 60      |
| 非常に静かな部屋                    | 0.0002 - 0.0006 | 20 - 30      |
| 穏やかな風に揺れる木の葉            | 0.00006         | 10           |
| 2 kHz における聴覚の限界            | 0.00002         | 0            |

歴史上で最も大きな音とされているのは1883年のクラカタウの噴火によるものであり、
160km離れた地点での音圧レベルは 180 dBだった。

## 音紋
音紋とはもの（特に船舶や潜水艦の）特有の音のパターンである。音紋を分析することで、音の発信源が一体何なのか特定することができる。音紋の計算にはウェーブレット変換や短時間フーリエ変換が用いられている。
類似の事象に声紋がある。

## 音を扱う装置
音を発生させたり扱ったりする装置として、楽器・補聴器・ ソナー・音響機器などが挙げられる。その多くはマイクロフォンとスピーカーを用いて音と電気信号とを変換している。
音を発生させる方法としては、物体をさまざまな方法で振動させてその振動を空気に伝える方法や、特定の方向のみに強い空気の流れを作り出す事で空気の振動を発生させる方法などがある。
- 物体を振動させる方法としては、物体をこすったり（ヴァイオリンなど）、空気の流れで振動させたり（ヒトの声帯やハーモニカなど）、はじいたり（ギターなど）、物体同士をぶつけたり（打楽器、ピアノなど）、電気的に物体を振動させたり（スピーカーなど）などがある。
- 強い空気の流れから空気の振動を発生させる現象は、洞窟における風鳴りや、笛などにみられる。

## 生物と音
生物で音をコミュニケーションなど、さまざまに用いている。また、他の動物の気配、物の動きなどの周囲の状況、空間構造などを把握するためにも用いられている。 例えば、人間は音の聞こえ方で空間の情報を得ており、コウモリは反響定位で物体の存在を感じている。
人間（ヒト）は道具を作りだす能力がとりわけ高いという特徴があるわけだが、機械類でも、たとえば船舶には音を用いて地形や魚の存在をさぐる装置（ソナー兼魚群探知機）が、潜水艦には敵艦の存在や海底の地形を探る装置（パッシブソナーやアクティブソナー）が搭載されている。
「動物が環境を把握するための物理的情報として音を受け取る場合にこれを聴覚という」。また、これを受け止めるための受容器（感覚器官）は聴覚器と呼ばれる。陸上脊椎動物では、これが耳である。